# Juan de Zúñiga y Pimentel
Juan de Zúñiga y Pimentel (né à Plasence dans la province espagnole de Cacerés en 1459, et mort à Guadalupe le 27 juillet 1504) est un mécène de la Renaissance, dernier grand-maître de l'ordre d'Alcántara et cardinal espagnol du XVIe siècle.

## Repères biographiques
Dans sa jeunesse, Juan de Zúñiga y Pimentel est grand-maître de l'ordre d'Alcántara et joue un rôle important dans la conquête du royaume de Grenade en 1492. Après la Reconquista, Isabelle la Catholique incorpore les ordres militaires de chevalerie à la couronne d'Espagne : Juan de Zúñiga transmet les biens de son ordre à la couronne et quitte sa charge de grand-maître en 1494. 
Il fonde en 1494 le monastère de Saint-Benoit à Villanueva de la Serena où il se retire avec trois religieux et trois chevaliers de son ordre : il apprend le latin, la théologie, l'astrologie et la musique, sous la direction du maître Antonio de Nebrija qui rédige alors la première grammaire castillane. 
En 1496, il fait construire un palais à Zalamea de la Serena, qui devient la première "cour littéraire" de Castille et accueille des intellectuels comme Antonio de Nebrija, son fils Marcelo de Nebrija, le rabbin et astrologue Abraham Zacuto, le poète Hernán Núñez, le chroniqueur de l'ordre d'Alcantara Alonso de Torres y Tapia... Il y pratique un important mécénat. 
Juan de Zúñiga y Pimentel est l'auteur d'une Histoire des rois Goths et des ordres militaires, et le commanditaire de riches enluminures pour le Livre des heures des Zúñiga composé par son arrière-grand-père Diego López de Zúñiga en 1390.  
En octobre 1502, Zúñiga est nommé par les Rois catholiques archevêque de Séville, avant d'être créé cardinal par le pape Jules II lors du consistoire du 29 novembre 1503. Il prend possession de son archevêché par procuration en janvier 1504, puis fait son entrée solennelle dans la cathédrale de Séville en juin, avant de mourir le 27 juillet 1504, au monastère royal de Guadalupe.  
En 1533, son neveu le cardinal Juan Alvarez de Toledo y Zúñiga déplaça sa dépouille au couvent de Saint-Vincent-Ferrier à Plasence.